# علف پامپاس
کورتادریا سلوآنا (به انگلیسی: Cortaderia selloana) یا علف پامپاس (به انگلیسی: pampas grass) گونه‌ای از گیاهان گل‌دار از خانواده گندمیان است. این گیاه با نام رایج علف پامپاس شناخته می‌شود و بومی جنوب آمریکای جنوبی، از جمله منطقه پامپاس که نام خود را از آن گرفته، است. این گیاه به عنوان یک گونه زینتی کشت‌شده و گونه مهاجم در سراسر جهان به‌طور گسترده توزیع شده است. به این گیاه پامپاس نقره‌ای هم می‌گویند.

## بوم‌شناسی
کورتادریا از نام اسپانیایی آرژانتینی «کورتادرا» به معنای «برنده» گرفته شده است، که به حاشیه‌های تیز و برنده برگ‌های آن اشاره دارد.
سلوانا به نام فریدریش سلو (۱۷۸۹–۱۸۳۱)، گیاه‌شناس و طبیعت‌شناس آلمانی از پوتسدام، نام‌گذاری شده است که به عنوان جمع‌آوری‌کننده گیاهان در برزیل فعالیت می‌کرد. او فلور (گیاهان) آمریکای جنوبی، به‌ویژه برزیل، را مطالعه کرد. نام خاص سلوانا در سال ۱۸۲۷ توسط یوزف آگوست و یولیوس هرمان شولتس انتخاب شد.

### محدوده بومی و زیستگاه
محدوده بومی کورتادریا سلوانا شامل آرژانتین، بولیوی، برزیل، شیلی، پاراگوئه و اروگوئه است. این منطقه عمدتاً از جنگل‌های استوایی و علفزارها تشکیل شده است، اما کورتادریا سلوانا معمولاً به خاک‌های مرطوب در مناطق ساحلی رودخانه‌ها محدود می‌شود. این گیاه در مقایسه با گونه نزدیک کورتادریا ژوباتا در ارتفاعات پایین‌تر و مکان‌های مرطوب‌تر یافت می‌شود. این گونه به مناطقی با نور فراوان و رطوبت خاک کافی نیاز دارد. کورتادریا سلوانا به عنوان یک گونه مهاجم رایج در مناطق معتدل سراسر جهان شناخته می‌شود، جایی که در خاک‌های مرطوب و آشوب‌زده رشد می‌کند.
کنترل
علف پامپاس را می‌توان از طریق استفاده از علف‌کش‌ها کنترل کرد. برای این منظور، گیاه نزدیک به پایه‌اش قطع می‌شود. سپس، محلول شیمیایی ۲٪ گلیفوسات با یک سورفکتانت مبتنی بر سیلیکون ترکیب شده و اعمال می‌شود تا قابلیت نفوذ افزایش یابد. این روش در پاییز بهترین نتیجه را می‌دهد، زیرا در مقایسه با سایر فصول کنترل بهتری فراهم می‌کند. روش دیگر کنترل، بریدن و جمع‌آوری گل‌آذین‌ها برای جلوگیری از پخش دانه‌ها یا کندن نهال‌ها است.

## کشت
چندین کولتیوار (گونه‌های پرورش‌یافته) از این گیاه موجود است که موارد زیر موفق به دریافت جایزه شایستگی باغبانی از انجمن سلطنتی باغبانی شده‌اند:
آئورئولینئاتا
اویتا
مونستروسا
پاتاگونیا
پومیلا
سیلور فدر نوتکورت
سانینگدیل سیلور — تا ارتفاع ۴ متر (۱۳٫۱ فوت) رشد می‌کند و دارای پرهای گل‌دهی بسیار متراکم است.

## فرهنگ
نویسنده لی هنگ‌روئی، در اثر خود به نام کاپریچیو بادبادک زندگی کودکی در دهه ۱۹۵۰ در شهر فنگتای، آن‌هوی را توصیف می‌کند، به استفاده از ساقه بلند گیاه پووئی (نام چینی برای کورتادریا سلوانا) در ساخت بادبادک‌ها اشاره کرده است.

## نگارخانه

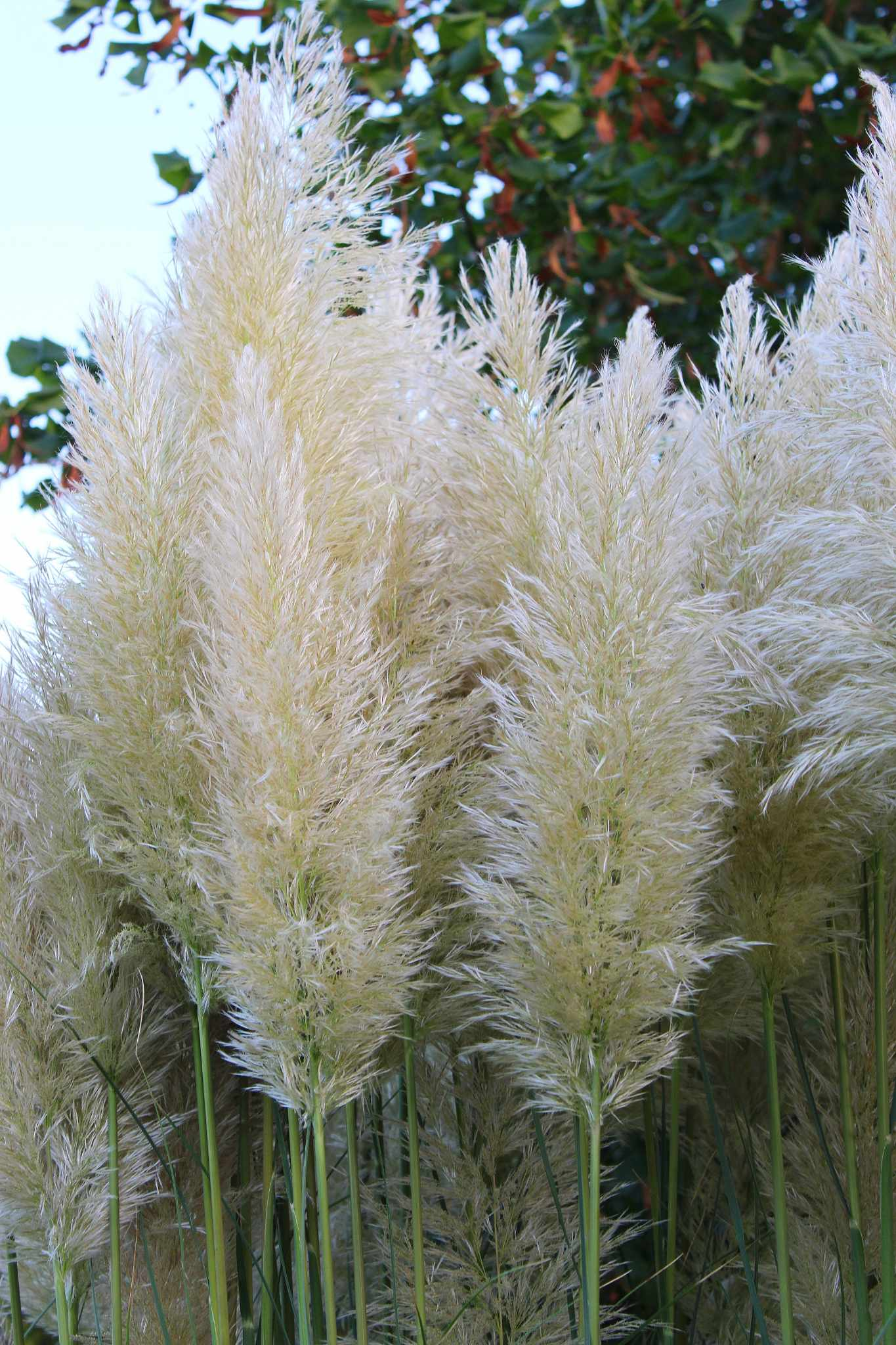
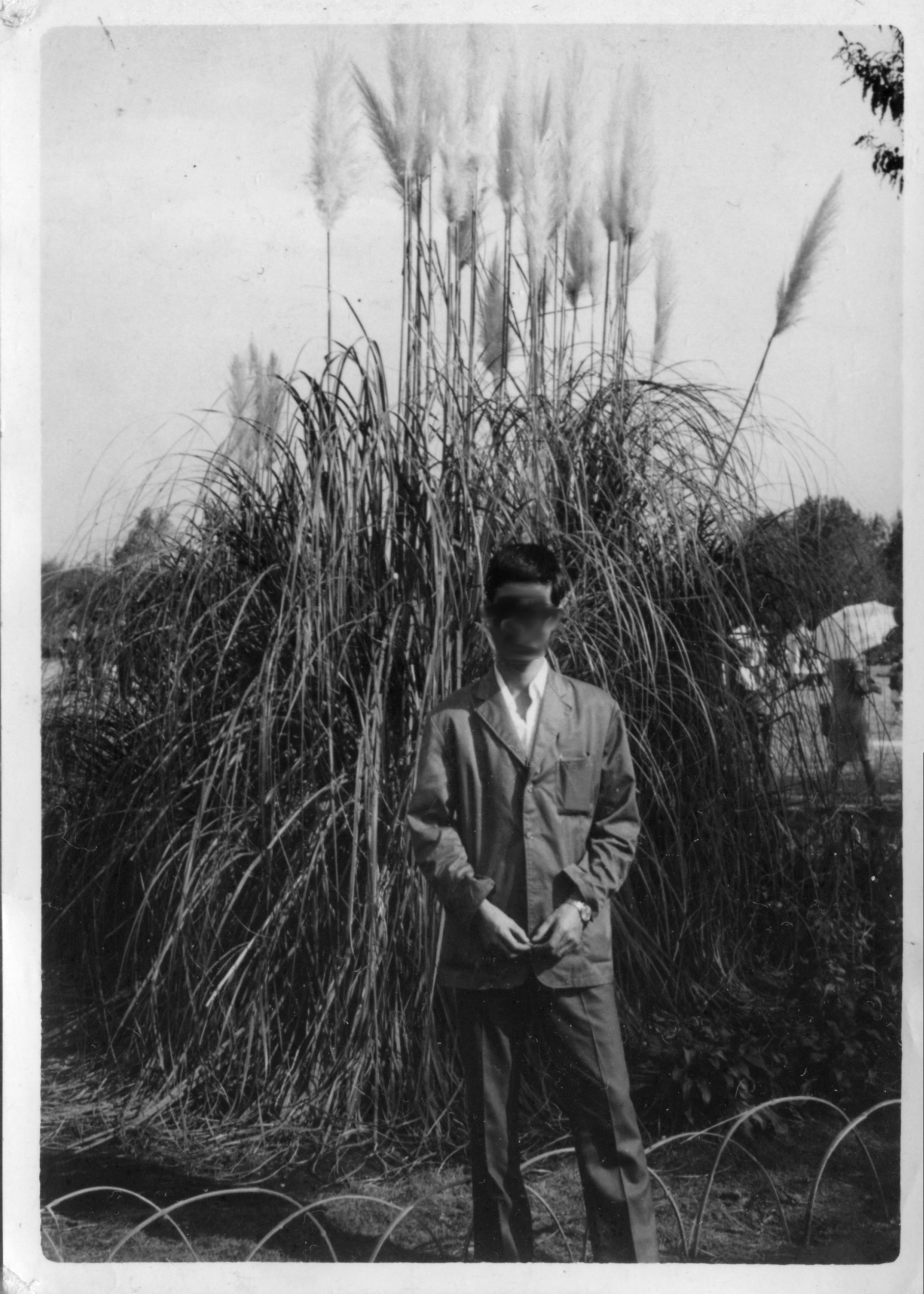
باغ گیاه‌شناسی جیندای، پاییز ۱۹۶۴
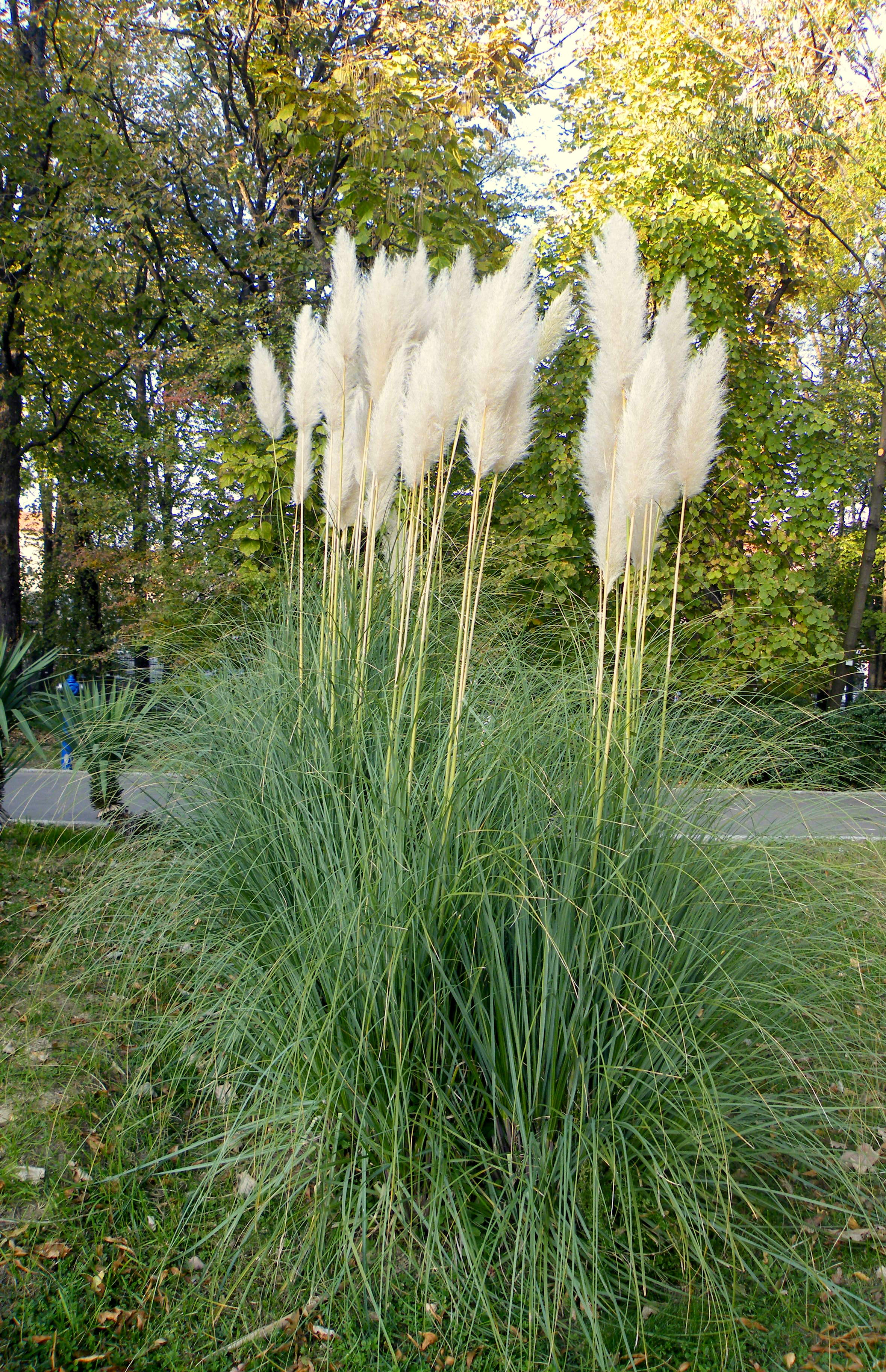
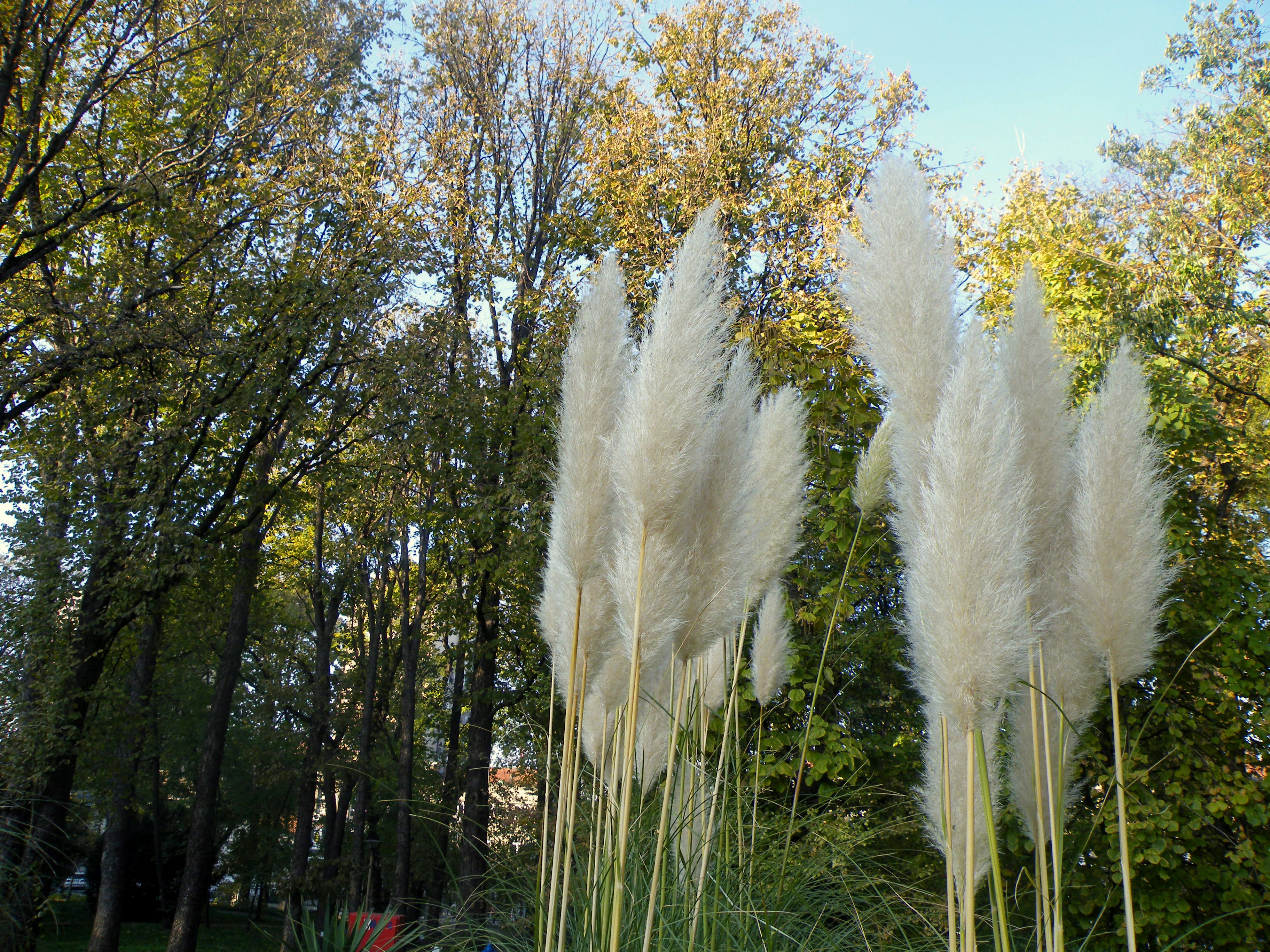
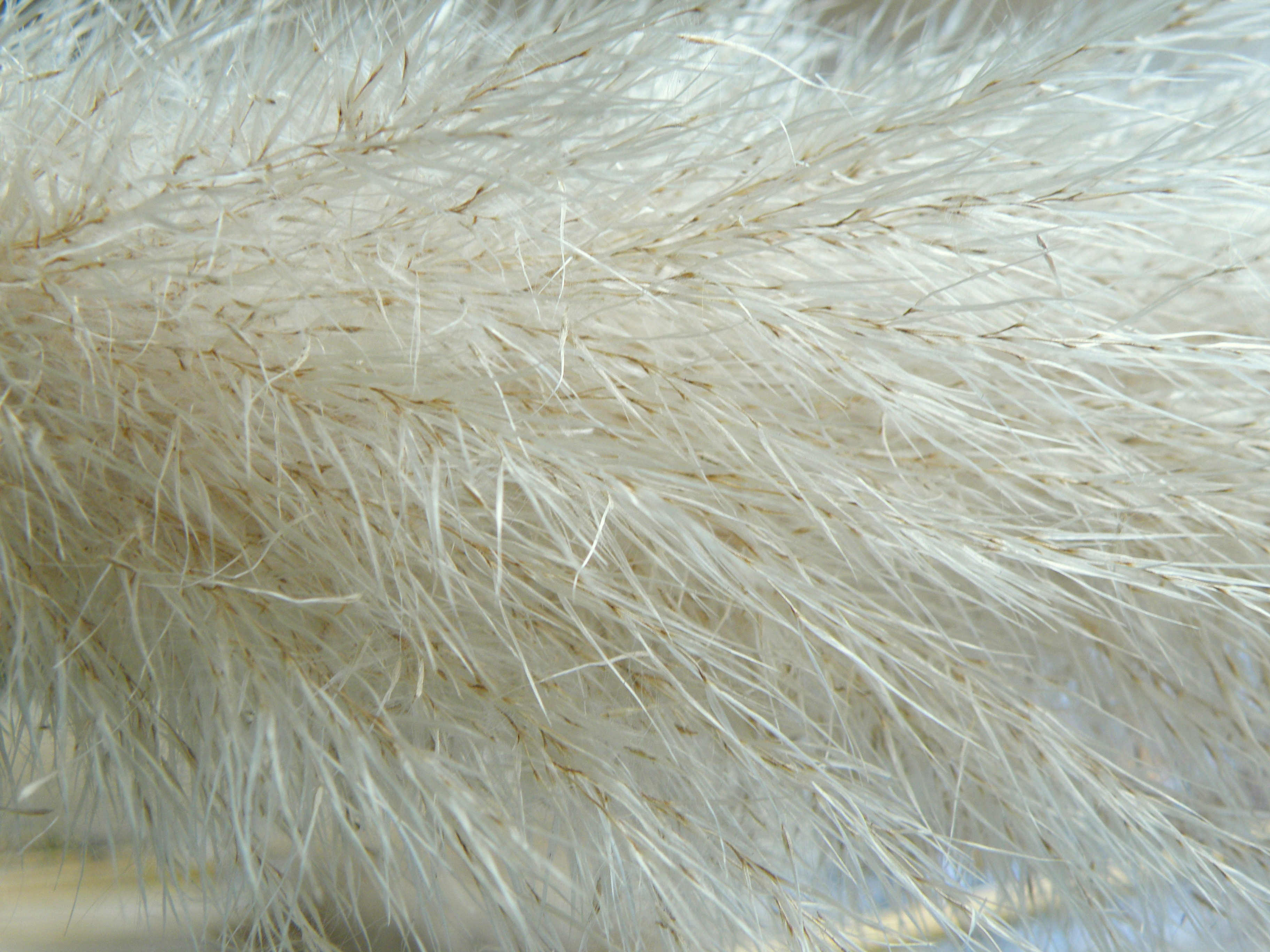
جزئیات گل
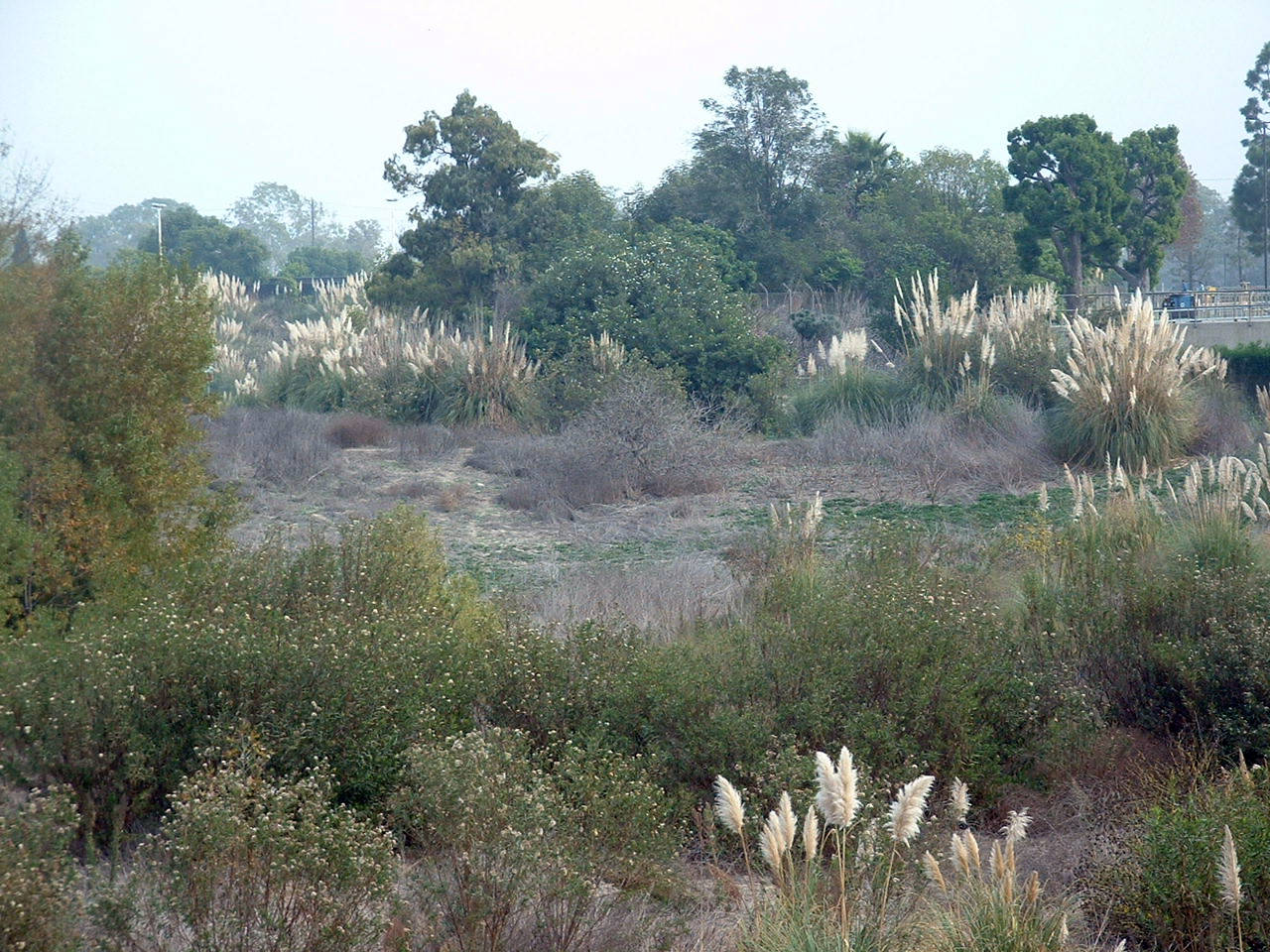
در کالیفرنیا
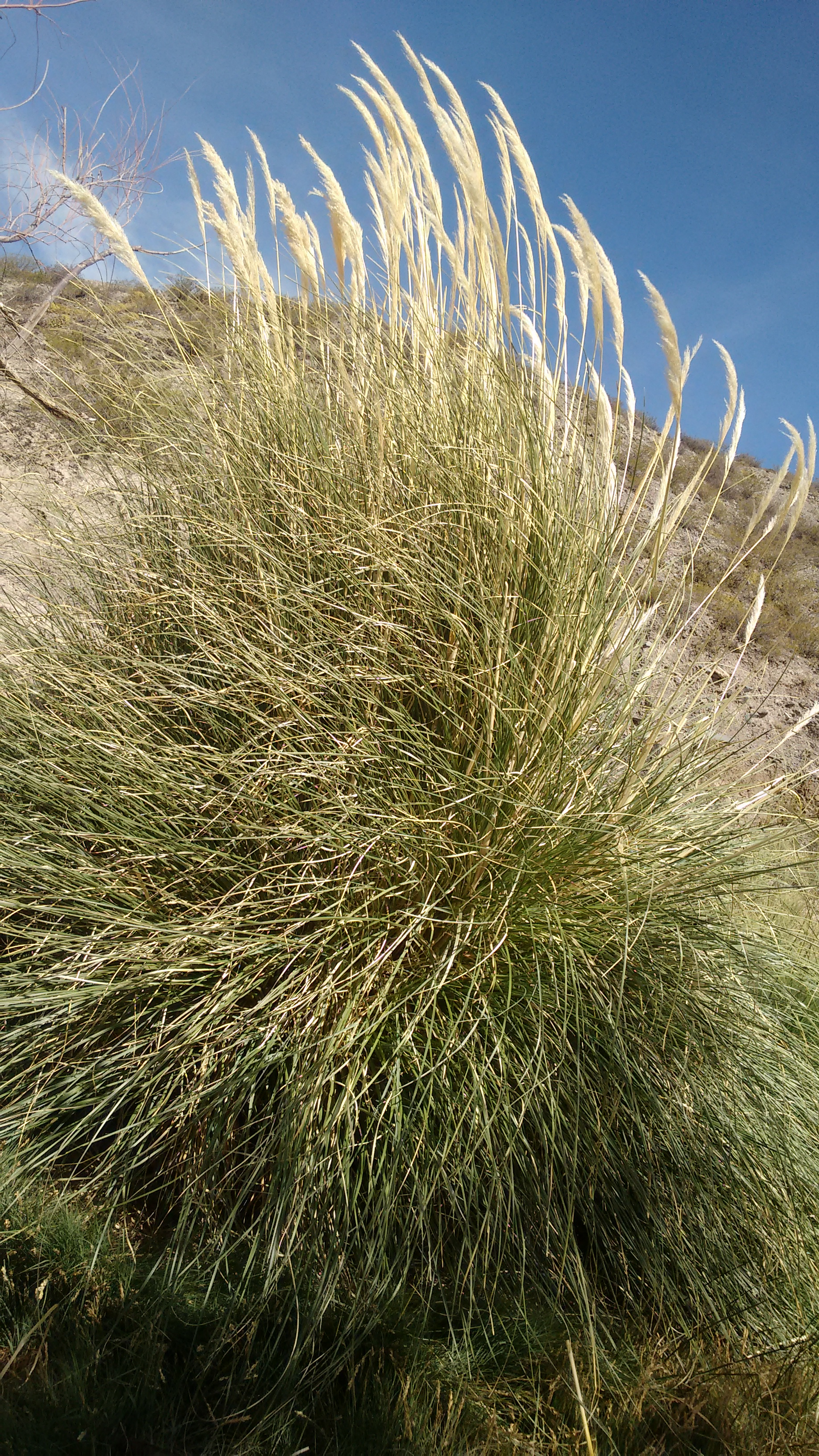
درختچه